# Syndrome Muscle-Eye-Brain
Pour les articles homonymes, voir MEB.
Le syndrome MEB, acronyme de l'anglais : Muscle Eyes Brain, est l’association d’une lissencéphalie pavimenteuse, d’une dystrophie musculaire congénitale et d’une anomalie oculaire importante. 
Cette dystrophie musculaire congénitale est caractérisée par un taux de CK qui s’élève à partir de l’âge d'un an. La lissencéphalie est souvent associée à une hydrocéphalie Le retard mental est constant et sévère. Les anomalies oculaires sont importantes : myopie congénitale, cataracte, glaucome, nystagmus.

## Sources
- (fr) Site de renseignement sur les maladies rares et les médicaments orphelins
- (en) Site incontournable pour les maladies génétiques
- (en) Site européen sur l’étude des maladies neuromusculaires